# Périphérique d'entrée
 (23 mars 2009).
Pour les articles homonymes, voir Périphérique.
Un périphérique d'entrée est un équipement informatique périphérique permettant de fournir des données à un système de traitement de l'information tel qu'un ordinateur.

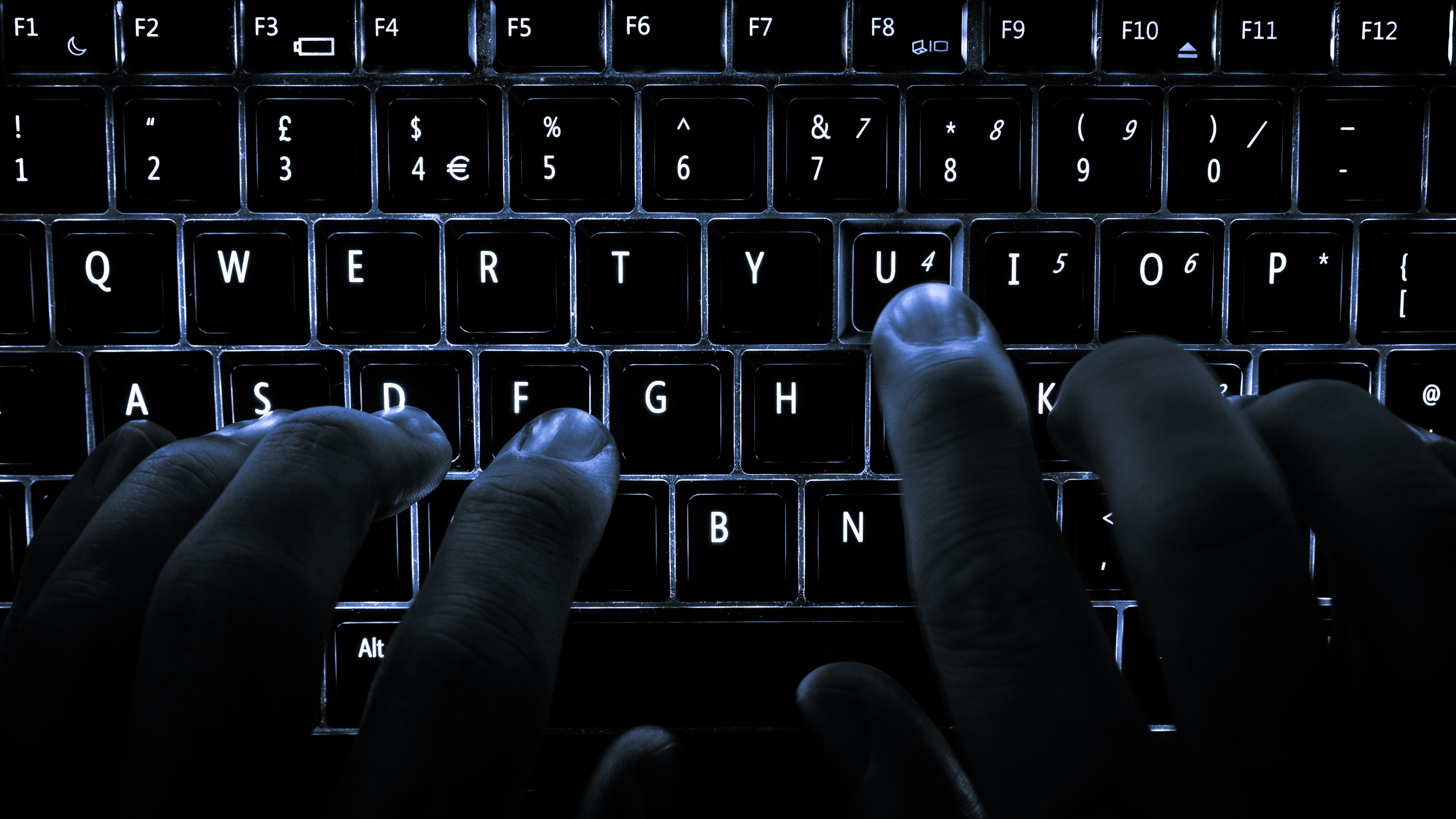
Un clavier d'ordinateur, périphérique d'entrée pour transmettre de l'information en pressant des touches

En informatique, un logiciel a souvent besoin d'une entrée fournie par l'utilisateur. Afin de permettre à ce dernier d'interagir avec l'ordinateur, différents types de dispositifs électroniques ont été développés au cours du temps, avec plus ou moins de succès.

## Types d'entrée -données
Les différents périphériques peuvent commodément être classés sur la base du type d'information qu'ils peuvent fournir.
- - flottant
  - booléen

- Types composites
  - listes de types simples
  - structures de types simples ou composites

En général, les périphériques d'entrée fournissent des données composites. Plus de détails seront donnés plus loin dans cet article.

### Nature desdonnées

#### Action, État
En fonction du type de données qui sont produites par un périphérique, on peut ensuite distinguer deux façons de les fournir:
- Action

Le périphérique fournit, chaque fois qu'il est utilisé, la nature de l'action qu'il a subie de la part de l'utilisateur. Par exemple, une souris va envoyer un changement de position (dx-dy) sous forme de deux entiers, chaque fois qu'elle va être bougée.
- État

Le périphérique fournit un état de ses différentes entrée, ou d'un sous-ensemble de celle-ci. Par exemple, un joystick va fournir un état de ses deux degrés de liberté et de son bouton.

#### Différentielle absolue
Une donnée intensive peut avoir un sens absolu ou relatif.
- Absolue

Une donnée absolue a un sens en dehors du contexte où elle se produit. Elle ne se place pas dans l'historique des données qui ont été fournies par le périphérique dans le passé, ou qui seront fournies dans le futur.
- Relative

Une donnée relative représente une variation qui est à prendre en compte dans un contexte. Elle apparait dans l'historique des entrées fournies par le périphérique.
Un exemple parlant illustrant cette distinction est fourni par la comparaison entre une souris et une tablette graphique. La souris fournit des variations (dx,dy) de position, alors qu'une tablette graphique va fournir les coordonnées absolues (x,y) du pointeur à l'écran.

#### Cumulatives, Révocantes
Les données fournies par un périphérique peuvent révoquer les données précédemment fournies, ou alors peuvent les enrichir. Dans le premier cas, toutes données antérieures au dernier jeu de données sont non pertinentes, alors que dans le deuxième cas, au contraire, prendre en compte de dernier jeu de données en délaissant les précédents ne ferait pas sens.
Souvent, ce choix n'est pas propre au périphérique, mais dépend du type d'utilisation qui est faite des données, et relève donc de l'application. Cependant ce choix n'est jamais simple et est souvent source de problèmes, soit de bug, soit d'une prise en main difficile par l'utilisateur.

### Distinction périphérique, driver
Dans les distinctions établies précédemment, on s'est basé sur les informations envoyées par le périphérique, sans apporter plus de précision sur ces informations et la façon dont elles sont transmises... et à qui. Il y a en fait deux types de transmissions, très différentes. D'une part, il y a les informations envoyées directement par le périphérique à l'ordinateur, mais il y a aussi les informations envoyées ensuite par le pilote du périphérique aux différentes applications. Ces dernières sont rarement les informations brutes obtenues du périphérique, mais sont le plus souvent des données retraitées. En général, lorsque nous parlons de données fournies par le périphérique, nous faisons mention aux données fournies par le pilote aux différentes applications.

## Type d'entrée -sémantique

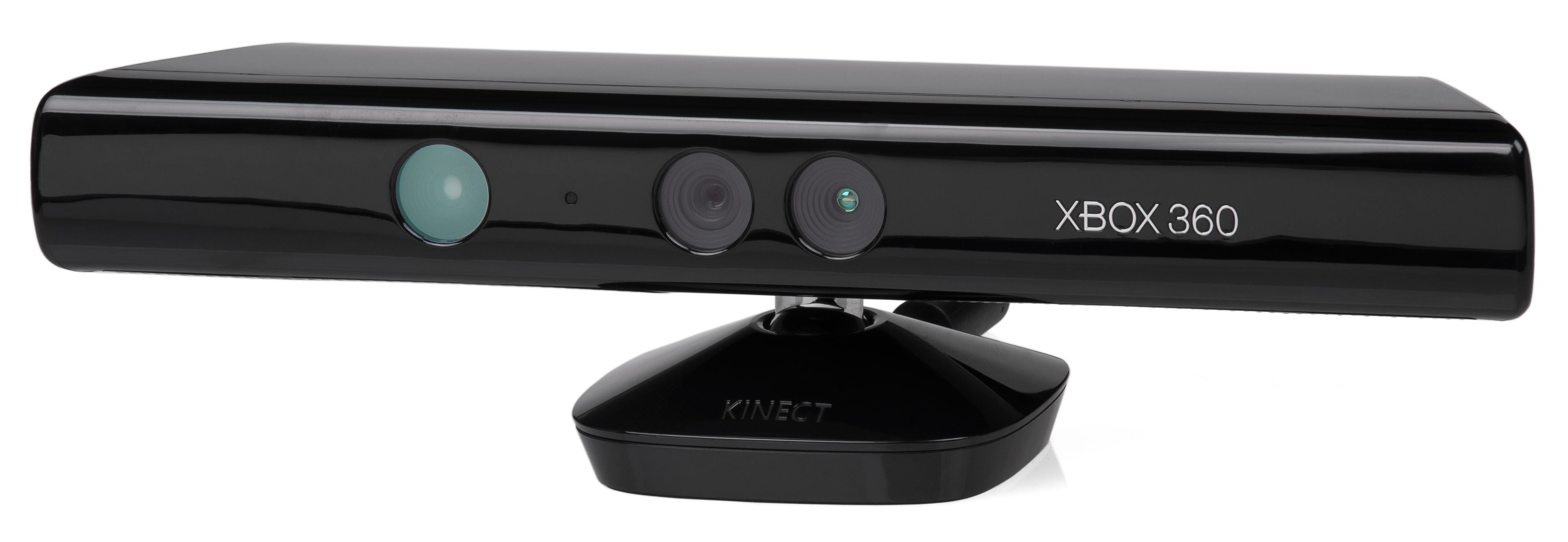
La Kinect, un périphérique d'entrée 6D développé par Microsoft

Les données fournies par les périphériques ne peuvent que très rarement être prises en compte qu'en tant que données brutes. La plupart du temps, le périphérique leur donne un sens en dehors duquel toute interprétation serait vaine. Une tablette graphique fournit des coordonnées écran en pixel. Il est très difficile d'utiliser ces données en dehors de ce cadre, même si la chose est possible, mais en changeant le sens qui est fourni à la donnée par le concepteur du périphérique, on détourne l'utilisation du périphérique, ce qui revient, dans la pratique, à créer un nouveau type de périphérique.

### Positions
Une première catégorie de périphérique fournit une position. Celle-ci peut être différentielle ou absolue, en une, deux trois ou six dimensions.

#### Position mono-dimensionnelle
Assez rares, des périphériques monodimensionnels existent pourtant. Il s'agit de curseur ou de molettes. On trouvait auparavant assez couramment des périphériques comportant une série de molettes ou Dials sur les systèmes UNIX utilisés en CFAO.

#### Position bi-dimensionnelle
Domaine roi de la souris informatique, périphérique 2D le plus répandu au monde sans doute. On y trouve aussi la tablette graphique ou son avatar l'écran tactile.

#### Position 3D
Périphérique somme toute assez rare pour sa partie spatiale, une position dans l'espace étant assez peu utile si elle n'est pas accompagnée d'une information d'orientation. Cependant, on trouve très couramment des périphériques à trois dimensions n'ayant pas cette information spatiale. Le couple joystick-palonnier, très souvent intégré au joystick seul, est depuis longtemps l'exemple le plus répandu de périphérique tridimensionnel.
La terminologie 3D devrait théoriquement être réservée aux périphériques tridimensionnels fournissant une position dans l'espace. On trouve actuellement plusieurs périphériques de navigation 3D. Des dispositifs 3D existent aussi dans les cinéma 3D. La 4D apporte la notion odeur, la 5D la température et la 6D des systèmes de contact au niveau des pieds. Les images en 3D peuvent aussi être vues en 3D grâce à la vision stéréoscopique et des caméras HD.

#### Position 6D
Les périphériques 6D fournissent une position et une orientation dans l'espace sous la forme d'un torseur.
On parlera ici des périphériques de type desktop, space mouse ou spaceball, ou alors des périphériques de type tracker, polhemus. Récemment, de nombreux périphériques ont été développés pour offrir un suivi de position et d'orientation, avec notamment la Kinect de Microsoft, le Leap Motion ou encore le projet de tracking de chez Google: Tango.
Ces périphériques sont notamment utiles pour l'interaction 3D.

#### Autres position
Une position n'est pas qu'une information spatiale. Elle peut avoir n'importe quel nombre de degré de liberté : 4DL joystick + palonnier + gaz, configuration d'assemblage articulés, capture de mouvement, etc.

### choix
Claviers, LPFK